# Miroslav Zeman
Miroslav Zeman (ur. 14 września 1946 w Chodovie w Pradze) – czechosłowacki zapaśnik walczący w stylu klasycznym. Dwukrotny olimpijczyk. Brązowy medalista z Meksyku 1968 i czwarty w Monachium 1972. Startował w kategorii 52 kg.
Szósty na mistrzostwach świata w 1967. Piąty na mistrzostwach Europy w 1973. Sześciokrotny mistrz kraju, w latach 1966–1968, 1970–1972.
- Turniej w Meksyku 1968

Pokonał Portugalczyka Leonela Duarte, Mundżida Muhammada Salima z Egiptu, Alexa Børgera z Danii i Sin Sang-sika z Korei Południowej. Przegrał z Rolfem Lacourem z RFN i Petyrem Kirowem z Bułgarii.
- Turniej w Monachium 1972

Pokonał Muhammada Karmusa z Maroka, Mahdi Hurijara z Iranu i Mongoła Dżamsrangijna Möncha-Oczira a przegrał z Janem Michalikiem i Petyrem Kirowem z Bułgarii.